# Echeveria pilosa
Echeveria pilosa är en fetbladsväxtart som beskrevs av J. A. Purpus. Echeveria pilosa ingår i släktet Echeveria och familjen fetbladsväxter. Inga underarter finns listade i Catalogue of Life.